# Kuttajärvi
Le lac Kuttajärvi (finnois : Kuttajärvi) est un lac situé dans le village Syvänniemi du quartier de Karttula à Kuopio en Finlande,.

## Présentation
La superficie du lac est de 1 100 hectares, soit 11 km2. Il mesure 8,7 kilomètres de long et 4,2 kilomètres de large. 
L'extrémité sud du lac est particulièrement longue et étroite à cause de l'île de Kuttasalo. 
Là, la péninsule Kiviniemi le divise en deux baies, dont la plus longue Koskislahti est abritée par Soisalo et la plus courte Kivilahti reste au sud de Kiviniemi. 
Du côté nord de Kuttasalo et du côté est de Keihässalo se trouve une grande partie du lac avec de nombreuses îles ou îlots. 
À son extrémité nord-est se trouve le village Syvänniemi sur la rive. 
À l'ouest des deux îles précédentes se trouve Ruokoselkä, avec de nombreuses grandes îles au sud. De la partie sud-ouest de la zone du lac, une baie de 1,8 kilomètre de long fait saillie vers le nord-ouest, où se trouve le canal de Kuttakoski. 
À l'extrémité nord-ouest de Ruokoselkä se trouve la baie Viitalahti, presque entièrement occupée par l'île  Viitasaari. 
Du lac voisin Ala-Muurainen s'élève la crête Harttulanharju, assez sablonneuse, qui plonge dans Kuttajärvi à Viitalahti,.
Le lac compte près de 100 îles dont la superficie totale est de 244 ha, soit environ 18,6 % de la superficie totale du lac. 
Parmi les îles, Kuttasalo mesure plus d'un kilomètre carré, 14 autres îles font plus d'un hectare, 77 font plus d'un are et les 8 autres font moins d'un are. Les îles de plus d'un hectare sont Keihässalo dans la partie nord du lac et Ukko-Lokki à côté, Viitasaari à Viitalahti à l'extrémité nord-ouest du lac, Soisalo à l'extrémité sud-est et Koirasaari à côté, Vuohisaari, Siiranen et Savisaari au sud-est de Kuttasalo, Jaakonaari, Tulisaarit, Lyyvinsaari, Kalmonsaari et Vainikainen au sud-est de Kuttasalo, et enfin Raatosaari située au milieu du lac sur sa rive orientale.
Le lac a été sondé et des cartes de profondeur ont été publiées. Son volume est de 44 millions de m3 ou 0,044 km3. La profondeur moyenne du lac est de 4,1 mètres et la profondeur maximale est de 22,7 mètres. 
Les plus grandes profondeurs sont du côté nord-est de Viitasaari, du côté sud-ouest d'Ukko-Lokki, du côté ouest de Kuttasalo ou du côté ouest de Soisalo.
La longueur du rivage du lac est de 80 kilomètres, et la longueur totale du littoral des îles est de 39 kilomètres. Les rives du lac sont pour la plupart des terres forestières basses, qui ne s'élèvent exceptionnellement que sur Vuorimäki à 55 mètres au-dessus du niveau de l'eau du lac. Il existe également des terres arables sur la côte ouest. 
L'ancien village Syvänniemi, est situé sur la rive orientale du lac. À l'extrémité sud-ouest du lac, à Koskenkylä, on trouve une agglomeration.
Sinon, l'habitat est dispersé. 
Du côté nord du lac, passe la seututie 551, et à l'ouest passe la seututie 548, reliant les routes yhdystie 5492 et 16161, qui longent le lac.

## Hydrologie
Le lac est situé dans le réseau hydrographique du Kymijoki , dans le bassin versant de Rautalampi (14,7) dans la région de Virmasvesi (14,72), dont la zone de Kuttajärvi (14,724) comprend le lac. Le niveau d'eau du lac est à 98,1 mètres d'altitude,.
Dans la zone du Kuttajärvi, il y a six lacs ou étangs d'une superficie d'un hectare qui se jettent directement ou indirectement dans le lac. Les plus remarquables d'entre eux sont Iso Mäkilampi (7 ha), Munanlampi (5 ha), Pieni Mäkilampi (3 ha), Akkalampi (2 ha), Mustalampi (1 ha) et Valkeinen (1 ha).
L'exutoire du lac est le canal de Kuttakoski, qui draine Virmasvesi dans Myllyselkä. La hauteur de son niveau d'eau est de 97,9 mètres d'altitude, il y a donc une baisse de 0,2 mètre sur une courte distance jusqu'à l'exutoire.